# Norman Hunter
Norman Hunter, född 29 oktober 1943 i Eighton Banks i Gateshead i County Durham, död 17 april 2020, var en engelsk professionell fotbollsspelare och manager. Hunter var en hård och tuff innerback i Leeds United under klubbens storhetstid på 1960- och 70-talen, känd som Norman "Bites Yer Legs" Hunter. Han spelade totalt 679 ligamatcher och gjorde 22 mål mellan 1962 och 1982 för Leeds, Bristol City och Barnsley. 
Hunter var med i engelska landslagets VM-trupp både 1966 och 1970, dock utan att spela någon VM-match. Han gjorde landslagsdebut 1965, men Jack Charlton och Bobby Moore var förstavalen som innerbackar i engelska landslaget. På grund av konkurrensen från dessa två kom Hunter endast upp i 28 landskamper under sin landslagskarriär. 
1974 blev Norman Hunter utsedd till Årets fotbollsspelare i England av spelarföreningen PFA:s medlemmar. Under tiden i Leeds vann han samtliga inhemska mästerskap samt dessutom två europeiska cupturneringar.

## Klubbkarriär som spelare

### Leeds United

#### Debuten
Norman Hunter var ursprungligen en innerforward som skolades om till en mittback av Leeds. Han gjorde tröja nr 6 till sin under sina 14 år i klubben, som han kom till som 15-årig fotbollslärling. Han hade då gett upp en karriär som elektriker. Leeds upptäckte honom när han spelade för en amatörklubb och han gjorde sin a-lagsdebut för Leeds den 8 september 1962 borta mot Swansea. Han bildade mittbackspar med Jack Charlton vilket skulle komma att vara ett av Englands bästa mittförsvar under ett decennium. Han var ordinarie i laget som vann division 2 säsongen 1963/64.

#### Division 1
Han var etablerad i laget som jagade ”dubbeln”, det vill säga både ligatiteln och FA-cupen, säsongen därefter. Hunter spelade alla matcher utom en och gjorde 6 mål den säsongen, men Leeds blev utan någon pokal. De förlorade ligatiteln i sista omgången till Manchester United på sämre målskillnad och förlorade FA-cupfinalen 1965 mot Liverpool med uddamålet efter förlängning. I FA-cupfinalen var det Hunters långa precisa passning in i Liverpools straffområde som ledde till Leeds mål efter en nick av Jack Charlton och ett skott i mål av Billy Bremner.
Hunter debuterade i engelska landslaget 1965 och var dessutom med i Englands trupp under Fotbolls-VM 1966 dock utan att spela någon match.

#### Första pokalen
Under de kommande säsongerna missade Hunter bara ett fåtal matcher medan Leeds etablerade sig i den absoluta toppen av engelsk och europeisk fotboll. Lagets klassiska fyrbackslinje skapades 1967 och bestod från höger till vänster av Paul Reaney, Jack Charlton, Hunter och Terry Cooper plus Paul Madeley som ersättare ifall någon av de fyra inte kunde spela, till exempel, på grund av skada eller avstängning. Leeds jagade nu återkommande olika pokaler och vann sin första när laget slog Arsenal i Engelska ligacupfinalen 1968 för att under samma säsong vinna Mässcupen då de besegrade ungerska Ferencváros i finalen. Som kronan på verket man Leeds dessutom ligamästerskapet säsongen 1968/69.

#### Jakten på trippeln
Säsongen därpå 1969/70 jagade Leeds den ouppnåeliga ”trippeln”, d.v.s. att vinna ligamästerskapet, FA-cupen och Europacupen under en och samma säsong, vilket inget engelskt lag mäktat med dessförinnan. Laget lyckades dock inte vinna någon av de tre pokalerna. Everton blev för svåra i ligan och Leeds fick nöja sig med andraplatsen. Celtic FC besegrade dem i semifinalen av Europacupen och Leeds förlorade FA-cupfinalen mot Chelsea efter omspel.
Hunter var skadad under en del av säsongen 1969/70. Han blev ändå uttagen i förbundskaptenen Alf Ramseys trupp att representera England vid Fotbolls-VM 1970 i Mexiko, där han kom in som avbytare i 2-3-förlusten mot Västtyskland.
Under säsongen 1970/71 förlorade Leeds sensationellt med 2-3 mot Colchester United i FA-cupens femte omgång. Leeds låg ett tag under med 0-3 då Hunter gjorde ett mål vilket gav laget nytt hopp men trots ett kompakt spelövertag lyckades de aldrig komma ikapp.
Under samma säsong förlorade Hunter och Leeds ligatiteln i sista omgången till Arsenal, men lyckades vinna Mässcupen (föregångaren till Uefacupen) för andra gången genom tiderna.

#### FA-cup-mästare
Hunter var återigen ordinarie i laget som jagade "dubbeln" säsongen 1971/72 med blandat resultat. Laget besegrade Arsenal i FA-cupfinalen 1972 men tappade återigen ligatiteln, och därmed dubbeln, genom att förlora i sista omgången borta mot Wolves med 1-2. Oavgjort hade räckt för att vinna ligatiteln.
Leeds vann finalen med 1-0 efter att Allan Clarke gjort matchens enda på en språngnick och Hunter vann sin första FA-cup medalj. Efter matchen fick Hunter gå uppför trappan till den kungliga logen två gånger: först för att hämta sin egen medalj därefter för att hjälpa samt stödja sin anfallskollega Mick Jones (fotbollsspelare), som skadat armen under matchens slutminuter, att hämta dennes medalj.

#### Förlorade finaler
Den efterföljande säsongen, 1972/73, innebar ytterligare besvikelser för Hunter då laget förlorade två cupfinaler. I FA-cupfinalen 1973 förlorade Leeds med 0-1 mot division 2-laget Sunderland och i Cupvinnarcupfinalen mot AC Milan förlorade Leeds också med 0–1. Den senare matchen blev mycket omtalad på grund av flera kontroversiella och tvivelaktiga domslut i Milans favör av den grekiske domaren. Han visade bland annat ut Hunter i matchens slutminut då han gav igen efter att tidigare ha blivit attackerad bakifrån av en milanspelare.
Några månader tidigare hade Hunter spelat i engelska landslaget som behövde vinna sin sista kvalmatch för att kvalificera sig till Fotbolls-VM 1974 i Västtyskland. Motståndare på Wembley den 17 oktober 1973 var Polen som enbart behövde nå oavgjort för att ta platsen på Englands bekostnad. Ställningen var 0-0 när Hunter rusade mot sidlinjen för att tackla men klev istället på bollen och förlorade den till en polsk anfalalre som kontrade snabbt och gjorde 1-0. Clarke kvitterade på en straff men England lyckades inte göra fler mål och slutresultatet 1-1 betydde att England missade VM. Ett annat berömt fotografi av Hunter är då han helt otröstlig efter matchen leds av planen av Bobby Moore vars position i laget Hunter hade övertagit. Moore hade själv gjort ett liknande misstag då laget förlorade med 0-2 i Polen ungefär ett halvt år tidigare.

#### Årets spelare och en ny ligatitel
Hunter var den förste att erhålla spelarföreningen (PFA) utmärkelse som Årets fotbollsspelare i England (PFA) som instiftades säsongen 1973/1974. Samma säsong som vann han sitt andra ligamästerskap med Leeds.
Hunter hade nu en ny mittbackskollega i Leeds inför den säsongen i Gordon McQueen som hade axlat tröja nr 5 efter den legendariska Jack Charlton. Leeds inledde säsongen strålande och vann sina 29 inledande ligamatcher, vilket lade grunden till ligatiteln. Hunter var inne på sin tolfte säsong i ligan. Leeds manager lämnade då klubben för att ta över som engelsk förbundskapten. Det innebar att Hunters landslagskarriär förlängdes till säsongen 1975 trots att de flesta hade förväntat att han skulle ha spelat sin sista landskamp i samband med hans misstag mot Polen i VM-kvalet. 
Säsongen (1974/75) blev innehållsrik för Hunter och Leeds United. Den inleddes med att den nye managern Brian Clough fick sparken efter enbart 44 dagar i klubben. Trots detta tog sig laget fram till ännu en stor final, Europacupfinalen i fotboll 1975, vilket skulle bli den sista stora finalen för Hunter och den generationens spelare från Revie-eran. Matchen spelades i Paris, mot Bayern München. Leeds förlorade med 0-2 efter en rad tveksamma domslut, bland annat, fick Leeds ett till synes regelrätt mål bortdömt för offside.
Hunter spelade ytterligare ett par säsonger innan han i oktober 1976 såldes till Bristol City för £40.000. Han avslutade därmed sejouren i Leeds som varade i 14 år och omfattade totalt 726 matcher och 21 mål.

### Slutet på spelarkarriären

#### Bristol City
Han spelade ytterligare tre säsonger för Bristol City och spelade 108 ligamatcher samt gjorde 3 ligamål innan han säsongen 1979/80 flyttade till Barnsley FC i division 3. 

#### Barnsley
Hunter flyttade till Barnsley FC säsongen 1979/1980 som spelare men blev ganska snart erbjuden att bli klubbens manager vilket han accepterade 1980. Han spelade ett fåtal matcher under ytterligare 3 säsonger innan han definitivt avslutade sin spelarkarriär i Barnsley efter 31 ligamatcher.

## Landslagskarriär
Hunter gjorde sin debut i engelska landslaget redan 1965, men det framgångsrika samarbetet i mittförsvaret mellan Jack Charlton och Bobby Moore betydde att Hunter fick tillbringa mycket tid i landslaget som reserv. Han spelade trots det 28 landskamper. Hunter var uttagen i den engelska truppen som representerade England i Fotbolls-VM 1966 men blev inte uttagen för att spela någon match. Enligt dåtida regler fick enbart de 11 spelare som spelade i finalmatchen mot Västtyskland en guldmedalj. Efter en kampanj av Engelska fotbollsförbundet för att övertyga FIFA att dela ut medaljer till samtliga spelare som varit med i truppen, fick Hunter och de övriga spelarna i truppen i efterhand mottaga en guldmedalj från VM 1966 av dåvarande premiärministern Gordon Brown. Det skedde vid en ceremoni vid 10 Downing Street den 10 juni 2009 .

## Karriär som manager
Efter att ha kommit till Barnsley FC som spelare blev han erbjuden jobbet som manager 1980 vilket han accepterade. Han tog hand om ett lag som precis vunnit uppflyttning till division 3 och lyckades leda laget till uppflyttning till division 2 1981 under sin andra säsong som manager. Han lyckades med små medel förstärka laget ytterligare och därmed kom laget på en hedrande 6:e plats under första säsongen i division 2. Säsongen därefter lyckats laget inte lika bra utan hamnade på en plats mitt i tabellen. Hunter avskedades säsongen därefter då laget kämpade mot nedflyttning i slutet av tabellen. 
Hunter hade kvar sin spelarlicens under hela sin karriär som manager och gjorde sporadiska inhopp. Han spelade sin sista tävlingsmatch vid 39 års ålder under säsongen 1982/83. Hunter hade därefter flera olika roller inom fotbollen inklusive två år som manager för Rotherham United FC och därefter en kort period som tillförordnad manager för Leeds United 1988. Han slutade med fotbollen 1990 och började istället som säljare av försäkringar och sportutrustning plus som en populär middagstalare och radiopratare.

## Självbiografi och smeknamnet
Efter avslutad fotbollskarriär gav Hunter 2004 ut självbiografin Biting Talk, där han uppger att han som bäst tjänade £15 000 (cirka 225 000 kronor) om året under sin fotbollskarriär, inte under de framgångsrika åren i Leeds utan under sina år i Bristol City. 
Titeln på biografin syftar på hans smeknamn "Bites yer legs" (ungefär "Biter dina ben") som syftar på hans hårdhet i tacklingsspelet. När Hunter själv drabbades av ett benbrott och lagets tränare Les Cocker blev informerad om att Hunter brutit ett ben ställde tränaren spontant frågan: "På vem?".

## Efter fotbollen
Hunter tog uppdrag som middagstalare och underhöll med tal och anekdoter. Sedan 1993 jobbade han på de lokala radiokanalerna BBC Radio Leeds och Yorkshire Radio där han gjorde en matchsammanfattningar av Leeds matcher. 1998,i samband med Football Leagues 100-årsjubileum, blev Hunter invald i Engelska Ligans 100 legendarer . Han gifte sig med Sue den 11 juni 1968. De har en son och en dotter samt två barnbarn.
Han avled av covid-19 den 17 april 2020.

## Meriter

### Mästerskap och titlar
Hunters meriter i form av vunna priser och medaljer, samtliga vunna under hans tid i Leeds
- Världsmästare i fotboll med England vid Fotbolls-VM 1966
- Årets fotbollsspelare i England (PFA) 1974

| Mästerskap                | Antal titlar | Säsong/Årtal                                                            |
| ------------------------- | ------------ | ----------------------------------------------------------------------- |
| Ligamästare               | 2            | 1968/69, 1973/74 (ligatvåa 1964/65, 1965/66, 1969/70, 1970/71, 1971/72) |
| Ligamästare division 2    | 1            | 1963/64                                                                 |
| FA-cupmästare             | 1            | 1972 (finalist 1965, 1970, 1973)                                        |
| Ligacupmästare            | 1            | 1968                                                                    |
| Mässcup-mästare           | 2            | 1968, 1971 (finalist 1967)                                              |
| Charity Shields-mästare   | 1            | 1969                                                                    |
| Europacupen för mästarlag |              | (finalist 1975)                                                         |
| Cupvinnarcupen            |              | (finalist 1973)                                                         |

### Matcher och målstatistik
Hunters karriär i form av spelade matcher och mål.
| Klubb statistik       | Klubb statistik       | Klubb statistik       | Liga  | Liga | Cup    | Cup    | Ligacup | Ligacup | Öv cup         | Öv cup         | Europeisk cup | Europeisk cup | Europeisk cup  | Europeisk cup  | Europeisk cup | Europeisk cup | Totalt | Totalt |
| England               | England               | England               | Liga  | Liga | FA cup | FA cup | Ligacup | Ligacup | Charity Shield | Charity Shield | Europacupen   | Europacupen   | Cupvinnarcupen | Cupvinnarcupen | Uefacupen     | Uefacupen     | Totalt | Totalt |
| Säsong                | Klubb                 | Liga                  | Match | Mål  | Match  | Mål    | Match   | Mål     | Match          | Mål            | Match         | Mål           | Match          | Mål            | Match         | Mål           | Match  | Mål    |
| --------------------- | --------------------- | --------------------- | ----- | ---- | ------ | ------ | ------- | ------- | -------------- | -------------- | ------------- | ------------- | -------------- | -------------- | ------------- | ------------- | ------ | ------ |
| 1962/63               | Leeds United          | Division 2            | 36    | 2    | 3      | 0      | 2       | 0       | -              | -              | -             | -             | -              | -              | -             | -             | 41     | 2      |
| 1963/64               | Leeds United          | Division 2            | 42    | 2    | 3      | 0      | 2       | 0       | -              | -              | -             | -             | -              | -              | -             | -             | 47     | 2      |
| 1964/65               | Leeds United          | Division 1            | 41    | 2    | 8      | 0      | 2       | 1       | -              | -              | -             | -             | -              | -              | -             | -             | 51     | 3      |
| 1965/66               | Leeds United          | Division 1            | 41    | 5    | 2      | 0      | 1       | 0       | -              | -              | -             | -             | -              | -              | 11            | 0             | 55     | 5      |
| 1966/67               | Leeds United          | Division 1            | 40    | 0    | 7      | 0      | 3       | 0       | -              | -              | -             | -             | -              | -              | 10            | 0             | 60     | 0      |
| 1967/68               | Leeds United          | Division 1            | 40    | 2    | 5      | 0      | 7       | 0       | -              | -              | -             | -             | -              | -              | 12            | 0             | 64     | 2      |
| 1968/69               | Leeds United          | Division 1            | 42    | 0    | 2      | 0      | 2       | 0       | -              | -              | -             | -             | -              | -              | 8             | 1             | 54     | 1      |
| 1969/70               | Leeds United          | Division 1            | 35    | 1    | 7      | 0      | 2       | 0       | 1              | 0              | 6             | 0             | -              | -              | -             | -             | 51     | 1      |
| 1970/71               | Leeds United          | Division 1            | 42    | 1    | 4      | 1      | 1       | 0       | -              | -              | -             | -             | -              | -              | 11            | 0             | 58     | 2      |
| 1971/72               | Leeds United          | Division 1            | 42    | 0    | 7      | 0      | 4       | 0       | -              | -              | -             | -             | -              | -              | 3             | 0             | 56     | 0      |
| 1972/73               | Leeds United          | Division 1            | 32    | 1    | 7      | 0      | 5       | 0       | -              | -              | -             | -             | 9              | 0              | -             | -             | 53     | 1      |
| 1973/74               | Leeds United          | Division 1            | 42    | 0    | 5      | 0      | 1       | 0       | -              | -              | -             | -             | -              | -              | 1             | 0             | 47     | 0      |
| 1974/75               | Leeds United          | Division 1            | 25    | 1    | 4      | 0      | 4       | 0       | 1              | 0              | 8             | 0             | -              | -              | -             | -             | 42     | 1      |
| 1975/76               | Leeds United          | Division 1            | 31    | 1    | 2      | 0      | 2       | 0       | -              | -              | -             | -             | -              | -              | -             | -             | 35     | 1      |
| 1976/77               | Leeds United          | Division 1            | 9     | 0    | 0      | 0      | 1       | 0       | -              | -              | -             | -             | -              | -              | -             | -             | 10     | 0      |
| Totalt, Leeds United  | Totalt, Leeds United  | Totalt, Leeds United  | 540   | 18   | 66     | 1      | 39      | 1       | 2              | 0              | 14            | 0             | 9              | 0              | 56            | 1             | 726    | 21     |
| 1976/77               | Bristol City          | Division 1            | 31    | 0    |        |        |         |         | -              | -              | -             | -             | -              | -              | -             | -             | xx     | x      |
| 1977/78               | Bristol City          | Division 1            | 38    | 3    |        |        |         |         | -              | -              | -             | -             | -              | -              | -             | -             |        |        |
| 1978/79               | Bristol City          | Division 1            | 39    | 1    |        |        |         |         | -              | -              | -             | -             | -              | -              | -             | -             |        |        |
| Totalt, Bristol City  | Totalt, Bristol City  | Totalt, Bristol City  | 108   | 4    | xx     | x      | xx      | x       | 0              | 0              | 0             | 0             | 0              | 0              | 0             | 0             | 122    | 5      |
| 1979/80               | Barnsley              | Division 3            | 24    | 0    |        |        |         |         | -              | -              | -             | -             | -              | -              | -             | -             |        |        |
| 1980/81               | Barnsley              | Division 3            | 6     | 0    |        |        |         |         | -              | -              | -             | -             | -              | -              | -             | -             |        |        |
| 1981/82               | Barnsley              | Division 2            | 0     | 0    |        |        |         |         | -              | -              | -             | -             | -              | -              | -             | -             |        |        |
| 1982/83               | Barnsley              | Division 2            | 1     | 0    |        |        |         |         | -              | -              | -             | -             | -              | -              | -             | -             |        |        |
| Totalt, Barnsley City | Totalt, Barnsley City | Totalt, Barnsley City | 31    | 0    | x      | x      | xx      | x       | 0              | 0              | 0             | 0             | 0              | 0              | 0             | 0             | xxx    | xx     |
| Totalt, samtliga lag  | Totalt, samtliga lag  |                       | 679   | 22   | x      | x      | xx      | x       | 2              | 0              | 14            | 0             | 9              | 0              | 56            | 1             | xxx    | xx     |